# Tony Mawejje
Anthony Mawejje Jr. (Masaka, 15 de dezembro de 1987) é um futebolista profissional ugandense que atua como meia.

## Carreira
Tony Mawejje representou o elenco da Seleção Ugandense de Futebol no Campeonato Africano das Nações de 2017.